# Biomass to liquids

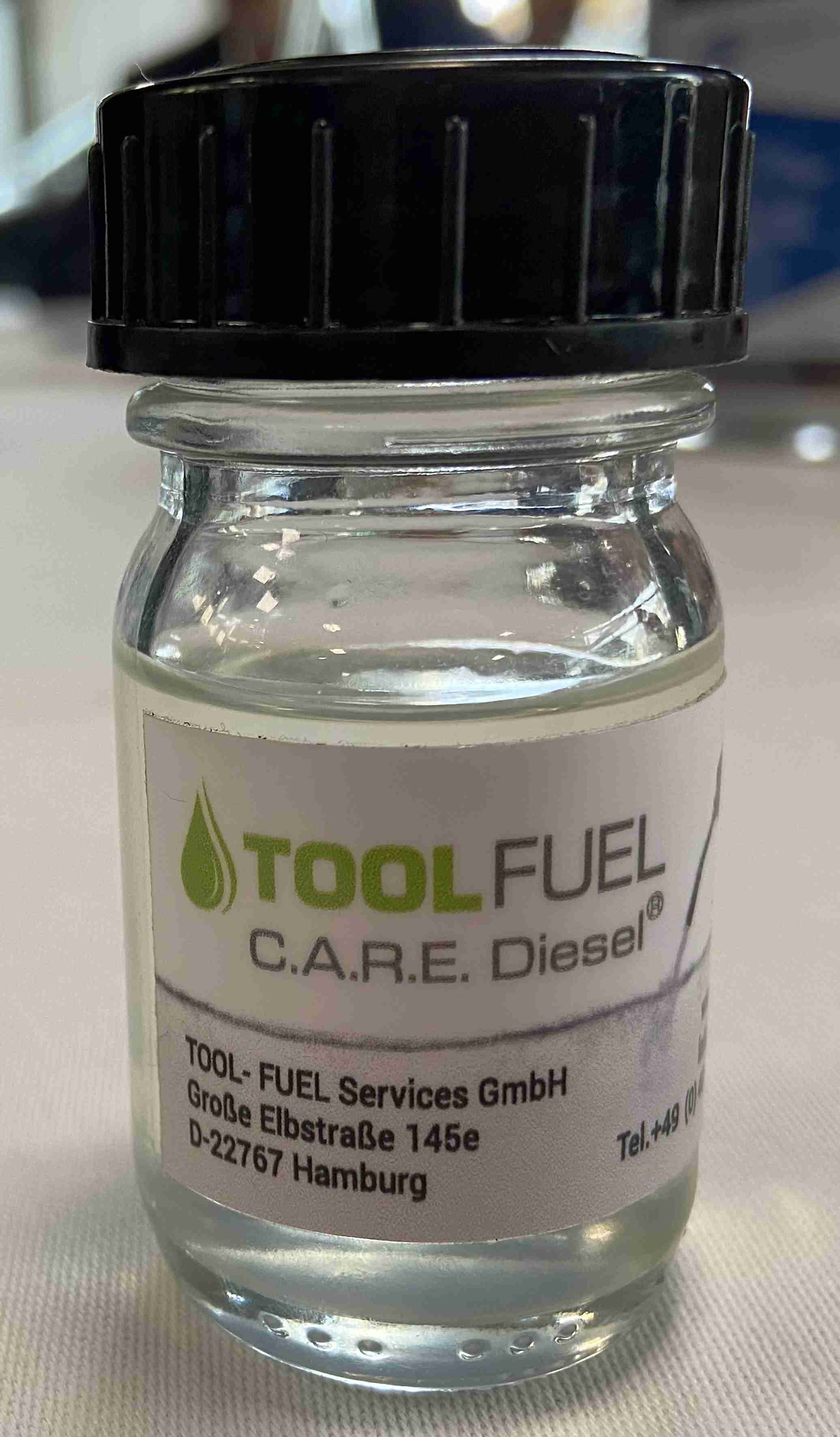
Btl Diesel

BTL ou Biomass-to-Liquids é qualquer processo que produza um combustível líquido a partir de biomassa. Os processos mais comuns são o Processo de Fischer-Tropsch e o processo de pirólise rápida (pirólise otimizada para a maximização do bio-óleo).